# Angelo Moniz da Silva Ferraz
Ângelo Moniz da Silva Ferraz (ur. 3 listopada 1812 w Valençy, zm. 18 stycznia 1867 w Petrópolis) - brazylijski sędzia, 11. premier Brazylii.

## Życiorys

### Wczesne życie
Urodził się 3 listopada 1812 w katolickiej rodzinie.
W 1830 wyjechał do Olindy, studiować prawo; podczas pobytu w Pernambuco zaangażował się w działalność prasową. Studia ukończył w 1834. Następnie został mianowany prokuratorem w Salvadorze, a w 1837 został sędzią w Jacobinie. W 1843 został przeniesiony z dystryktu Jacobiny do sądu w Bahii.

### Kariera polityczna

#### Poseł
Dzięki swojej nieposzlakowanej opinii uczciwego sędziego, w 1838 został wybrany posłem ze stanu Bahia.

#### Gubernator
Od 16 października 1857 do 22 kwietnia 1859 sprawował funkcję gubernatora stanu Rio Grande de Sul z polecenia markiza Olindy. Podczas pełnienia urzędu założył pierwszy bank komercyjny w tym stanie.

#### Kadencja
10 sierpnia 1859 objął jego rząd został zaprzysiężony. Jako premier zreformował ordynację wyborczą, poszerzając ówczesne okręgi wyborcze, umożliwiając w ten sposób wybór trzech posłów z jednej prowincji zamiast jednego. Za jego rządów grupa luteranów z Pomorza założyła w Brazylii gminę Agudo. 2 marca 1861 rząd został rozwiązany z powodu niemożności zgromadzenia większości w Izbie Deputowanych.

#### Minister w rządzieZacariasa de Góisa
3 sierpnia 1866 da Silva został ministrem wojny w rządzie Zacariasa de Góisa, jednak między Ferrazem a jednym z dowódców sił brazylijskich, Luísem de Limą, istniała jawna niechęć, utrudniająca podejmowanie decyzji. De Lima pochodził z konserwatywnej opozycji do liberalnego rządu, ale był znakomitym żołnierzem i pretendentem na stanowisko głównodowodzącego armii cesarskiej. Zacarias, wiedząc o tym, zwołał pierwsze posiedzenie rządu, na którym zaapelował, aby Da Silva i De Lima odłożyli uczucia na bok, na rzecz jedności władzy i jak najszybszej nominacji generalskiej de Limy. Ferraz nie brał w nim jednak udziału z powodu choroby. Posłowie, wysłani do niego przez de Góisa otrzymali odpowiedź, że przyjmuje on nominację de Limy, ale rezygnuje z funkcji ministra.

## Życie prywatne
Był mężem Francisci Eulálii Limy Ferraz.